# Trichospermum kjellbergii
Trichospermum kjellbergii är en malvaväxtart som beskrevs av Karl Ewald Maximilian Burret. Trichospermum kjellbergii ingår i släktet Trichospermum och familjen malvaväxter. Inga underarter finns listade i Catalogue of Life.